# Балтасар Карлос
Балтасар Карлос Австрийски, принц на Астурия (на испански: Baltasar Carlos de Austria; * 17 октомври 1629, Мадрид, † 9 октомври 1646, Сарагоса), е най-възрастният син на испанския крал Филип IV, който е от първата му съпруга Елизабет Бурбонска.

## Биография
Балтазар Карлос е роден в Мадрид на 17 октомври 1629 г. Раждането му е посрещнато с облекчение от испанците, тъй като след 14 години брак кралят и кралицата най-накрая успяват да осигурят мъжки наследник на испанския престол. Като такъв Балтазар Карлос получава титлата Принц на Астуриите.
През 1644 г. след дълги дипломатически преговори между Испания и Свещената Римска империя се стига до споразумение, според което Балтазар Карлос трябва да се ожени за първата си братовчедка Мариана Австрийска – дъщеря на император Фердинанд III и Мария-Анна Испанска.
През 1646 г. Балтазар Карлос потегля на север, за да посрещне годеницата си. По време на престоя му в Памплона принцът се разболява, след което е отведен в Сарагоса. Там Балтазар Карлос умира на 9 октомври същата година. Според лекарите, лекували принца, причината за смъртта му е шарка, но според слуховете той бил болен от венерическа болест. Погребан е в семейната гробница на Хабсбургите в Ескориал.
Смъртта на Балтазар Карлос е тежък удар за испанския крал, тъй като тя почти убива надеждите му, че ще остави мъжки наследник на короната. Загрижен за престолонаследието, през 1649 г. крал Филип IV, който е вдовец от 1644 г., се жени повторно за годеницата на покойния си син Мариана Австрийска, от която се сдобива с втори син.